# Jean-François Van Der Motte
Jean-François van der Mottes (Bruselas, 8 de diciembre de 1913 - Mont-de-l'Enclus, 8 de octubre de 2007) fue un ciclista belga que corrió en la década de los 30. 
El 1936, todavía como amateur, tomó parte en los Juegos Olímpicos de Berlín, en que ganó una medalla de bronce en la prueba de ruta por equipos, junto a Armand Putzeys, Joseph Lowagie y Auguste Garrebeek. En estos mismos Juegos participó en la carrera individual sin que se supiera su posición exacta.
En estos mismos Juegos participó en la cursa individual y en la persecución por equipos, quedando en octava posición y eliminado en cuartos de final respectivamente.

## Palmarés
- 1935
  - Campeón de Bélgica en ruta amateur
- 1936
  - Medalla de bronce a los Juegos Olímpicos de Berlín en ruta por equipos